# Bazoches-sur-Hoëne
Bazoches-sur-Hoëne és un municipi francès situat al departament de l'Orne i a la regió de Normandia. L'any 2007 tenia 917 habitants.

## Demografia

### Població
El 2007 la població de fet de Bazoches-sur-Hoëne era de 917 persones. Hi havia 400 famílies de les quals 132 eren unipersonals (47 homes vivint sols i 85 dones vivint soles), 132 parelles sense fills, 113 parelles amb fills i 23 famílies monoparentals amb fills.
La població ha evolucionat segons el següent gràfic:
Habitants censats

### Habitatges
El 2007 hi havia 482 habitatges, 410 eren l'habitatge principal de la família, 46 eren segones residències i 26 estaven desocupats. 433 eren cases i 49 eren apartaments. Dels 410 habitatges principals, 234 estaven ocupats pels seus propietaris, 168 estaven llogats i ocupats pels llogaters i 8 estaven cedits a títol gratuït; 2 tenien una cambra, 33 en tenien dues, 101 en tenien tres, 122 en tenien quatre i 152 en tenien cinc o més. 315 habitatges disposaven pel capbaix d'una plaça de pàrquing. A 192 habitatges hi havia un automòbil i a 158 n'hi havia dos o més.

### Piràmide de població
La piràmide de població per edats i sexe el 2009 era:
| Homes | Edats   | Dones |
| ----- | ------- | ----- |
| 0     | 95 o +  | 0     |
| 4     | 90 a 94 | 4     |
| 0     | 85 a 89 | 8     |
| 24    | 80 a 84 | 4     |
| 24    | 75 a 79 | 24    |
| 40    | 70 a 74 | 16    |
| 8     | 65 a 69 | 40    |
| 32    | 60 a 64 | 16    |
| 4     | 55 a 59 | 16    |
| 20    | 50 a 54 | 28    |
| 36    | 45 a 49 | 24    |
| 44    | 40 a 44 | 24    |
| 20    | 35 a 39 | 32    |
| 24    | 30 a 34 | 32    |
| 52    | 25 a 29 | 44    |
| 36    | 20 a 24 | 28    |
| 36    | 15 a 19 | 36    |
| 40    | 10 a 14 | 32    |
| 32    | 5 a 9   | 28    |
| 32    | 0 a 4   | 36    |

## Economia
El 2007 la població en edat de treballar era de 528 persones, 371 eren actives i 157 eren inactives. De les 371 persones actives 332 estaven ocupades (189 homes i 143 dones) i 39 estaven aturades (16 homes i 23 dones). De les 157 persones inactives 71 estaven jubilades, 35 estaven estudiant i 51 estaven classificades com a «altres inactius».

### Ingressos
El 2009 a Bazoches-sur-Hoëne hi havia 417 unitats fiscals que integraven 933 persones, la mediana anual d'ingressos fiscals per persona era de 15.589,5 €.

### Activitats econòmiques
Dels 56 establiments que hi havia el 2007, 1 era d'una empresa extractiva, 2 d'empreses alimentàries, 1 d'una empresa de fabricació de material elèctric, 1 d'una empresa de fabricació d'altres productes industrials, 15 d'empreses de construcció, 13 d'empreses de comerç i reparació d'automòbils, 2 d'empreses d'hostatgeria i restauració, 2 d'empreses d'informació i comunicació, 2 d'empreses financeres, 4 d'empreses de serveis, 10 d'entitats de l'administració pública i 3 d'empreses classificades com a «altres activitats de serveis».
Dels 20 establiments de servei als particulars que hi havia el 2009, 1 era una gendarmeria, 1 una oficina bancària, 4 tallers de reparació d'automòbils i de material agrícola, 3 paletes, 2 guixaires pintors, 2 fusteries, 4 lampisteries, 1 electricista i 2 perruqueries.
Dels 5 establiments comercials que hi havia el 2009, 1 era una botiga de més de 120 m², 1 una botiga de menys de 120 m², 2 carnisseries i 1 una botiga de material de revestiment de parets i terra.
L'any 2000 a Bazoches-sur-Hoëne hi havia 32 explotacions agrícoles que ocupaven un total de 1.350 hectàrees.

## Equipaments sanitaris i escolars
El 2009 hi havia 1 farmàcia i 1 ambulància.
El 2009 hi havia una escola elemental.

## Poblacions més properes
El següent diagrama mostra les poblacions més properes.